# Liste des planètes mineures non numérotées découvertes en avril 2013
Pour un article plus général, voir Liste des planètes mineures non numérotées découvertes en 2013.
Pour un article plus général, voir Liste des planètes mineures.
Cet article dresse la liste des planètes mineures (astéroïdes, centaures, objets transneptuniens et assimilés) non numérotées découvertes en avril 2013 dans l'ordre de leur découverte.
Au 15 janvier 2025, 661 077 des 1 434 993 planètes mineures répertoriées par le Centre des planètes mineures ne sont pas encore numérotées, soit 46,07 %.

## Rappel concernant la désignation provisoire
La désignation provisoire indique l'ordre de découverte de ces objets. En effet, cette désignation est composée de l'année de découverte (par exemple 2013) suivie de la quinzaine (demi-mois) de découverte (p.e. A = 1-15 janvier) puis de l'ordre de découverte dans cette quinzaine. Cet ordre est indiqué par une lettre et éventuellement un chiffre comme suit : A pour la première découverte, B pour la deuxième, ..., Z pour la 25e (le I n'est pas utilisé pour éviter la confusion avec 1), A1 pour la 26e, B1 pour la 27e, etc. , Z1 pour la 50e, A2 pour la 51e, B2 pour la 52e, etc. L'ordre de la numérotation ne suit donc pas l'ordre alphanumérique. 2013 AA1 suit ainsi 2013 AZ et précède 2013 AB1.

## Liste

### Du1erau 15 avril 2013
- 2013 GC
- 2013 GE
- 2013 GF
- 2013 GG
- 2013 GH
- 2013 GJ
- 2013 GK
- 2013 GR
- 2013 GV
- 2013 GX
- 2013 GR1
- 2013 GX1
- 2013 GH2
- 2013 GU2
- 2013 GH3
- 2013 GL3
- 2013 GM3
- 2013 GN3
- 2013 GO3
- 2013 GU3
- 2013 GH4
- 2013 GP4
- 2013 GR4
- 2013 GU4
- 2013 GC5
- 2013 GG5
- 2013 GH5
- 2013 GN5
- 2013 GR5
- 2013 GS5
- 2013 GU5
- 2013 GZ5
- 2013 GD6
- 2013 GC7
- 2013 GS7
- 2013 GT7
- 2013 GY7
- 2013 GZ7
- 2013 GA8
- 2013 GJ8
- 2013 GK8
- 2013 GL8
- 2013 GM8
- 2013 GP8
- 2013 GU8
- 2013 GV8
- 2013 GC9
- 2013 GF9
- 2013 GK10
- 2013 GF11
- 2013 GJ11
- 2013 GN11
- 2013 GP11
- 2013 GY12
- 2013 GA13
- 2013 GW13
- 2013 GH14
- 2013 GU14
- 2013 GH16
- 2013 GO16
- 2013 GP16
- 2013 GS16
- 2013 GB17
- 2013 GH17
- 2013 GK17
- 2013 GT17
- 2013 GU17
- 2013 GV17
- 2013 GX17
- 2013 GM18
- 2013 GZ18
- 2013 GQ19
- 2013 GZ19
- 2013 GQ20
- 2013 GV21
- 2013 GZ21
- 2013 GB22
- 2013 GE22
- 2013 GG22
- 2013 GJ22
- 2013 GO22
- 2013 GQ22
- 2013 GS22
- 2013 GT22
- 2013 GU22
- 2013 GW22
- 2013 GY22
- 2013 GB23
- 2013 GD23
- 2013 GF23
- 2013 GG23
- 2013 GH23
- 2013 GK23
- 2013 GN23
- 2013 GS23
- 2013 GZ23
- 2013 GU24
- 2013 GV24
- 2013 GZ25
- 2013 GE26
- 2013 GL26
- 2013 GP26
- 2013 GD27
- 2013 GT27
- 2013 GY27
- 2013 GE28
- 2013 GT28
- 2013 GA29
- 2013 GE29
- 2013 GG29
- 2013 GJ29
- 2013 GQ29
- 2013 GT29
- 2013 GC30
- 2013 GE30
- 2013 GK30
- 2013 GX30
- 2013 GY30
- 2013 GZ30
- 2013 GJ31
- 2013 GT31
- 2013 GX31
- 2013 GY31
- 2013 GB32
- 2013 GC32
- 2013 GE32
- 2013 GF32
- 2013 GG32
- 2013 GK32
- 2013 GN32
- 2013 GQ32
- 2013 GU32
- 2013 GE33
- 2013 GQ33
- 2013 GS33
- 2013 GU33
- 2013 GC34
- 2013 GD34
- 2013 GT34
- 2013 GC35
- 2013 GG35
- 2013 GS35
- 2013 GT35
- 2013 GU35
- 2013 GW35
- 2013 GY35
- 2013 GK36
- 2013 GQ36
- 2013 GR36
- 2013 GS36
- 2013 GA37
- 2013 GK38
- 2013 GQ38
- 2013 GR38
- 2013 GT38
- 2013 GV38
- 2013 GW38
- 2013 GY38
- 2013 GC39
- 2013 GE39
- 2013 GM39
- 2013 GQ39
- 2013 GY39
- 2013 GZ39
- 2013 GB40
- 2013 GD40
- 2013 GM40
- 2013 GR40
- 2013 GA41
- 2013 GC41
- 2013 GQ41
- 2013 GY41
- 2013 GZ41
- 2013 GN42
- 2013 GS42
- 2013 GW42
- 2013 GE43
- 2013 GM43
- 2013 GZ43
- 2013 GD44
- 2013 GF44
- 2013 GH44
- 2013 GN44
- 2013 GQ44
- 2013 GU44
- 2013 GV44
- 2013 GC45
- 2013 GN45
- 2013 GZ45
- 2013 GD46
- 2013 GE46
- 2013 GG46
- 2013 GV46
- 2013 GA47
- 2013 GC47
- 2013 GE47
- 2013 GJ47
- 2013 GS47
- 2013 GC48
- 2013 GF48
- 2013 GK48
- 2013 GL48
- 2013 GM48
- 2013 GU48
- 2013 GY48
- 2013 GT49
- 2013 GA50
- 2013 GC50
- 2013 GB51
- 2013 GG51
- 2013 GH51
- 2013 GS52
- 2013 GE53
- 2013 GG53
- 2013 GA54
- 2013 GE54
- 2013 GY54
- 2013 GA55
- 2013 GB55
- 2013 GC55
- 2013 GD55
- 2013 GE55
- 2013 GX55
- 2013 GV56
- 2013 GX56
- 2013 GM57
- 2013 GO57
- 2013 GT57
- 2013 GA58
- 2013 GF58
- 2013 GM58
- 2013 GO58
- 2013 GU58
- 2013 GW58
- 2013 GB59
- 2013 GF59
- 2013 GJ59
- 2013 GQ59
- 2013 GY59
- 2013 GH60
- 2013 GM60
- 2013 GJ61
- 2013 GB62
- 2013 GP62
- 2013 GY62
- 2013 GD63
- 2013 GL63
- 2013 GP63
- 2013 GR63
- 2013 GS63
- 2013 GD64
- 2013 GD65
- 2013 GK65
- 2013 GM65
- 2013 GN65
- 2013 GO65
- 2013 GQ65
- 2013 GS65
- 2013 GU65
- 2013 GC66
- 2013 GD66
- 2013 GF66
- 2013 GH66
- 2013 GJ66
- 2013 GR66
- 2013 GS66
- 2013 GT66
- 2013 GU66
- 2013 GP67
- 2013 GR67
- 2013 GT67
- 2013 GB68
- 2013 GQ68
- 2013 GV68
- 2013 GW68
- 2013 GX68
- 2013 GY68
- 2013 GB69
- 2013 GD69
- 2013 GH69
- 2013 GJ69
- 2013 GK69
- 2013 GL69
- 2013 GO69
- 2013 GG70
- 2013 GL70
- 2013 GO70
- 2013 GR70
- 2013 GX70
- 2013 GY70
- 2013 GM71
- 2013 GP71
- 2013 GD72
- 2013 GF72
- 2013 GG72
- 2013 GJ72
- 2013 GH73
- 2013 GL73
- 2013 GX73
- 2013 GY73
- 2013 GZ73
- 2013 GA74
- 2013 GM74
- 2013 GR74
- 2013 GE75
- 2013 GC76
- 2013 GU76
- 2013 GZ76
- 2013 GD77
- 2013 GE77
- 2013 GL77
- 2013 GU77
- 2013 GX77
- 2013 GA78
- 2013 GJ78
- 2013 GL78
- 2013 GP78
- 2013 GQ78
- 2013 GX78
- 2013 GT79
- 2013 GU79
- 2013 GV79
- 2013 GW79
- 2013 GX79
- 2013 GZ79
- 2013 GA80
- 2013 GB80
- 2013 GE80
- 2013 GF80
- 2013 GK80
- 2013 GL80
- 2013 GQ80
- 2013 GX80
- 2013 GA81
- 2013 GK81
- 2013 GF82
- 2013 GQ82
- 2013 GY82
- 2013 GQ83
- 2013 GE84
- 2013 GF84
- 2013 GH84
- 2013 GK84
- 2013 GM84
- 2013 GN84
- 2013 GP84
- 2013 GH85
- 2013 GC86
- 2013 GS86
- 2013 GD87
- 2013 GH87
- 2013 GA88
- 2013 GC88
- 2013 GQ88
- 2013 GS88
- 2013 GG89
- 2013 GZ89
- 2013 GE90
- 2013 GW90
- 2013 GY91
- 2013 GG93
- 2013 GJ93
- 2013 GJ95
- 2013 GR95
- 2013 GN96
- 2013 GR96
- 2013 GM97
- 2013 GL98
- 2013 GX99
- 2013 GZ99
- 2013 GD100
- 2013 GK100
- 2013 GW102
- 2013 GR104
- 2013 GZ104
- 2013 GV105
- 2013 GU106
- 2013 GW106
- 2013 GG107
- 2013 GH107
- 2013 GT107
- 2013 GW107
- 2013 GL108
- 2013 GQ108
- 2013 GU108
- 2013 GE109
- 2013 GL109
- 2013 GM109
- 2013 GD112
- 2013 GN113
- 2013 GY113
- 2013 GK114
- 2013 GS114
- 2013 GC115
- 2013 GD115
- 2013 GN115
- 2013 GO115
- 2013 GT115
- 2013 GH116
- 2013 GJ116
- 2013 GR116
- 2013 GY116
- 2013 GA117
- 2013 GF117
- 2013 GT117
- 2013 GX117
- 2013 GB118
- 2013 GE118
- 2013 GF118
- 2013 GJ118
- 2013 GM118
- 2013 GN118
- 2013 GV118
- 2013 GZ118
- 2013 GH119
- 2013 GV119
- 2013 GW119
- 2013 GZ119
- 2013 GA120
- 2013 GD120
- 2013 GE120
- 2013 GN120
- 2013 GA121
- 2013 GF121
- 2013 GK121
- 2013 GN121
- 2013 GJ122
- 2013 GN122
- 2013 GQ122
- 2013 GW122
- 2013 GX122
- 2013 GD123
- 2013 GT123
- 2013 GE124
- 2013 GG124
- 2013 GK124
- 2013 GR124
- 2013 GU124
- 2013 GZ124
- 2013 GB125
- 2013 GF125
- 2013 GK125
- 2013 GO125
- 2013 GQ125
- 2013 GY125
- 2013 GF126
- 2013 GK126
- 2013 GX126
- 2013 GY126
- 2013 GB127
- 2013 GF127
- 2013 GJ127
- 2013 GW127
- 2013 GN128
- 2013 GR128
- 2013 GY128
- 2013 GJ129
- 2013 GQ129
- 2013 GT129
- 2013 GU129
- 2013 GX129
- 2013 GG130
- 2013 GA131
- 2013 GG131
- 2013 GH131
- 2013 GS131
- 2013 GV131
- 2013 GG132
- 2013 GH132
- 2013 GJ132
- 2013 GM132
- 2013 GB133
- 2013 GT133
- 2013 GW133
- 2013 GJ134
- 2013 GL134
- 2013 GO134
- 2013 GE135
- 2013 GN135
- 2013 GO136
- 2013 GQ136
- 2013 GS136
- 2013 GX136
- 2013 GY136
- 2013 GA137
- 2013 GB137
- 2013 GC137
- 2013 GE137
- 2013 GF137
- 2013 GG137
- 2013 GH137
- 2013 GJ137
- 2013 GL137
- 2013 GM137
- 2013 GO137
- 2013 GP137
- 2013 GR137
- 2013 GS137
- 2013 GU137
- 2013 GX137
- 2013 GY137
- 2013 GZ137
- 2013 GB138
- 2013 GC138
- 2013 GD138
- 2013 GE138
- 2013 GF138
- 2013 GG138
- 2013 GJ138
- 2013 GO138
- 2013 GP138
- 2013 GT138
- 2013 GU138
- 2013 GV138
- 2013 GW138
- 2013 GX138
- 2013 GR139
- 2013 GD140
- 2013 GK140
- 2013 GS140
- 2013 GH141
- 2013 GW141
- 2013 GE142
- 2013 GP142
- 2013 GU142
- 2013 GW142
- 2013 GZ142
- 2013 GB143
- 2013 GD143
- 2013 GM143
- 2013 GP143
- 2013 GQ143
- 2013 GR143
- 2013 GX143
- 2013 GY143
- 2013 GZ143
- 2013 GB144
- 2013 GC144
- 2013 GD144
- 2013 GE144
- 2013 GG144
- 2013 GH144
- 2013 GJ144
- 2013 GK144
- 2013 GL144
- 2013 GM144
- 2013 GN144
- 2013 GO144
- 2013 GQ144
- 2013 GR144
- 2013 GS144
- 2013 GT144
- 2013 GU144
- 2013 GV144
- 2013 GW144
- 2013 GX144
- 2013 GY144
- 2013 GA145
- 2013 GB145
- 2013 GC145
- 2013 GD145
- 2013 GE145
- 2013 GF145
- 2013 GG145
- 2013 GJ145
- 2013 GK145
- 2013 GL145
- 2013 GM145
- 2013 GN145
- 2013 GO145
- 2013 GQ145
- 2013 GR145
- 2013 GS145
- 2013 GT145
- 2013 GV145
- 2013 GW145
- 2013 GX145
- 2013 GA146
- 2013 GB146
- 2013 GC146
- 2013 GD146
- 2013 GE146
- 2013 GH146
- 2013 GJ146
- 2013 GK146
- 2013 GL146
- 2013 GM146
- 2013 GN146
- 2013 GP146
- 2013 GQ146
- 2013 GR146
- 2013 GS146
- 2013 GT146
- 2013 GU146
- 2013 GV146
- 2013 GJ147
- 2013 GO147
- 2013 GQ147
- 2013 GS147
- 2013 GT147
- 2013 GU147
- 2013 GZ147
- 2013 GA148
- 2013 GB148
- 2013 GF148
- 2013 GG148
- 2013 GJ148
- 2013 GK148
- 2013 GM148
- 2013 GN148
- 2013 GP148
- 2013 GR148
- 2013 GU148
- 2013 GW148
- 2013 GX148
- 2013 GY148
- 2013 GZ148
- 2013 GB149
- 2013 GC149
- 2013 GD149
- 2013 GE149
- 2013 GG149
- 2013 GH149
- 2013 GJ149
- 2013 GK149
- 2013 GR149
- 2013 GT149
- 2013 GU149
- 2013 GV149
- 2013 GA150
- 2013 GC150
- 2013 GF150
- 2013 GH150
- 2013 GK150
- 2013 GM150
- 2013 GO150
- 2013 GP150
- 2013 GT150
- 2013 GU150
- 2013 GV150
- 2013 GY150
- 2013 GZ150
- 2013 GH151
- 2013 GJ151
- 2013 GM151
- 2013 GN151
- 2013 GO151
- 2013 GP151
- 2013 GV151
- 2013 GX151
- 2013 GQ152
- 2013 GR152
- 2013 GS152
- 2013 GU152
- 2013 GV152
- 2013 GW152
- 2013 GX152
- 2013 GZ152
- 2013 GA153
- 2013 GB153
- 2013 GD153
- 2013 GE153
- 2013 GG153
- 2013 GJ153
- 2013 GK153
- 2013 GL153
- 2013 GM153
- 2013 GO153
- 2013 GQ153
- 2013 GR153
- 2013 GS153
- 2013 GV153
- 2013 GW153
- 2013 GX153
- 2013 GY153
- 2013 GZ153
- 2013 GA154
- 2013 GB154
- 2013 GC154
- 2013 GD154
- 2013 GE154
- 2013 GF154
- 2013 GG154
- 2013 GJ154
- 2013 GM154
- 2013 GN154
- 2013 GP154
- 2013 GQ154
- 2013 GR154
- 2013 GS154
- 2013 GT154
- 2013 GU154
- 2013 GV154
- 2013 GW154
- 2013 GX154
- 2013 GY154
- 2013 GZ154
- 2013 GA155
- 2013 GB155
- 2013 GC155
- 2013 GD155
- 2013 GE155
- 2013 GG155
- 2013 GH155
- 2013 GJ155
- 2013 GT155
- 2013 GV155
- 2013 GY155
- 2013 GZ155
- 2013 GB156
- 2013 GE156
- 2013 GF156
- 2013 GG156
- 2013 GJ156
- 2013 GL156
- 2013 GN156
- 2013 GO156
- 2013 GP156
- 2013 GQ156
- 2013 GR156
- 2013 GV156
- 2013 GY156
- 2013 GZ156
- 2013 GA157
- 2013 GB157
- 2013 GD157
- 2013 GE157
- 2013 GF157
- 2013 GH157
- 2013 GJ157
- 2013 GL157
- 2013 GM157
- 2013 GN157
- 2013 GQ157
- 2013 GS157
- 2013 GT157
- 2013 GV157
- 2013 GX157
- 2013 GZ157
- 2013 GA158
- 2013 GC158
- 2013 GD158
- 2013 GF158
- 2013 GG158
- 2013 GJ158
- 2013 GK158
- 2013 GM158
- 2013 GN158
- 2013 GO158
- 2013 GP158
- 2013 GR158
- 2013 GU158
- 2013 GV158
- 2013 GY158
- 2013 GB159
- 2013 GC159
- 2013 GF159
- 2013 GG159
- 2013 GH159
- 2013 GJ159
- 2013 GK159
- 2013 GL159
- 2013 GM159
- 2013 GN159
- 2013 GO159
- 2013 GQ159
- 2013 GR159
- 2013 GS159
- 2013 GU159
- 2013 GV159
- 2013 GW159
- 2013 GX159
- 2013 GY159
- 2013 GZ159
- 2013 GA160
- 2013 GB160
- 2013 GC160
- 2013 GD160
- 2013 GE160
- 2013 GG160
- 2013 GH160
- 2013 GJ160
- 2013 GK160
- 2013 GL160
- 2013 GN160
- 2013 GO160
- 2013 GP160
- 2013 GQ160
- 2013 GR160
- 2013 GU160
- 2013 GV160
- 2013 GY160
- 2013 GD161
- 2013 GE161
- 2013 GF161
- 2013 GG161
- 2013 GH161
- 2013 GJ161
- 2013 GK161
- 2013 GN161
- 2013 GO161
- 2013 GP161
- 2013 GQ161
- 2013 GR161
- 2013 GT161
- 2013 GU161
- 2013 GV161
- 2013 GW161
- 2013 GX161
- 2013 GY161
- 2013 GA162
- 2013 GB162
- 2013 GC162
- 2013 GF162
- 2013 GG162
- 2013 GH162
- 2013 GO162
- 2013 GP162
- 2013 GR162
- 2013 GS162
- 2013 GT162
- 2013 GU162
- 2013 GW162
- 2013 GY162
- 2013 GZ162
- 2013 GB163
- 2013 GC163
- 2013 GD163
- 2013 GE163
- 2013 GF163
- 2013 GG163
- 2013 GH163
- 2013 GK163
- 2013 GL163
- 2013 GM163
- 2013 GN163
- 2013 GO163
- 2013 GP163
- 2013 GQ163
- 2013 GR163
- 2013 GS163
- 2013 GU163
- 2013 GW163
- 2013 GY163
- 2013 GZ163
- 2013 GA164
- 2013 GC164
- 2013 GD164
- 2013 GF164
- 2013 GG164
- 2013 GH164
- 2013 GJ164
- 2013 GK164
- 2013 GM164
- 2013 GN164
- 2013 GQ164
- 2013 GR164
- 2013 GS164
- 2013 GT164
- 2013 GU164
- 2013 GV164
- 2013 GW164
- 2013 GX164
- 2013 GY164
- 2013 GZ164
- 2013 GA165
- 2013 GB165
- 2013 GC165
- 2013 GE165
- 2013 GF165
- 2013 GH165
- 2013 GK165
- 2013 GL165
- 2013 GM165
- 2013 GN165
- 2013 GO165
- 2013 GP165
- 2013 GQ165
- 2013 GR165
- 2013 GS165
- 2013 GT165
- 2013 GU165
- 2013 GV165
- 2013 GX165
- 2013 GY165
- 2013 GZ165
- 2013 GA166
- 2013 GB166
- 2013 GC166
- 2013 GD166
- 2013 GE166
- 2013 GF166
- 2013 GG166
- 2013 GJ166
- 2013 GK166
- 2013 GL166
- 2013 GN166
- 2013 GP166
- 2013 GQ166
- 2013 GR166
- 2013 GS166
- 2013 GT166
- 2013 GU166
- 2013 GW166
- 2013 GX166
- 2013 GZ166
- 2013 GB167
- 2013 GC167
- 2013 GD167
- 2013 GE167
- 2013 GG167
- 2013 GH167
- 2013 GJ167
- 2013 GK167
- 2013 GL167
- 2013 GN167
- 2013 GO167
- 2013 GP167
- 2013 GQ167
- 2013 GR167
- 2013 GS167
- 2013 GT167
- 2013 GV167
- 2013 GW167
- 2013 GX167
- 2013 GZ167
- 2013 GA168
- 2013 GB168
- 2013 GC168
- 2013 GD168
- 2013 GE168
- 2013 GF168
- 2013 GG168
- 2013 GJ168
- 2013 GK168
- 2013 GL168
- 2013 GM168
- 2013 GN168
- 2013 GO168
- 2013 GP168
- 2013 GQ168
- 2013 GR168
- 2013 GS168
- 2013 GT168
- 2013 GU168
- 2013 GV168
- 2013 GW168
- 2013 GX168
- 2013 GY168
- 2013 GZ168
- 2013 GA169
- 2013 GB169
- 2013 GC169
- 2013 GD169
- 2013 GE169
- 2013 GG169
- 2013 GH169
- 2013 GJ169
- 2013 GK169
- 2013 GM169
- 2013 GN169
- 2013 GO169
- 2013 GP169
- 2013 GQ169
- 2013 GR169
- 2013 GS169
- 2013 GT169
- 2013 GV169
- 2013 GW169
- 2013 GX169
- 2013 GY169
- 2013 GZ169
- 2013 GA170
- 2013 GB170
- 2013 GC170
- 2013 GD170
- 2013 GF170
- 2013 GG170
- 2013 GH170
- 2013 GJ170
- 2013 GK170
- 2013 GM170
- 2013 GN170
- 2013 GO170
- 2013 GP170
- 2013 GQ170
- 2013 GR170
- 2013 GS170
- 2013 GT170
- 2013 GU170
- 2013 GV170
- 2013 GW170
- 2013 GZ170
- 2013 GB171
- 2013 GC171
- 2013 GD171

### Du 16 au 30 avril 2013
- 2013 HA
- 2013 HE
- 2013 HH
- 2013 HL
- 2013 HO
- 2013 HQ
- 2013 HR
- 2013 HB1
- 2013 HZ1
- 2013 HL2
- 2013 HW2
- 2013 HD3
- 2013 HG3
- 2013 HK3
- 2013 HM3
- 2013 HV3
- 2013 HZ3
- 2013 HA4
- 2013 HZ4
- 2013 HD5
- 2013 HG5
- 2013 HL6
- 2013 HH7
- 2013 HJ7
- 2013 HR7
- 2013 HY7
- 2013 HG8
- 2013 HP9
- 2013 HT9
- 2013 HX9
- 2013 HC10
- 2013 HE10
- 2013 HS10
- 2013 HT10
- 2013 HV10
- 2013 HK11
- 2013 HL11
- 2013 HM11
- 2013 HN11
- 2013 HO11
- 2013 HP11
- 2013 HR11
- 2013 HS11
- 2013 HW11
- 2013 HE12
- 2013 HZ13
- 2013 HB14
- 2013 HE14
- 2013 HF14
- 2013 HN14
- 2013 HT14
- 2013 HU14
- 2013 HV14
- 2013 HE15
- 2013 HM15
- 2013 HY15
- 2013 HC16
- 2013 HN16
- 2013 HQ17
- 2013 HC18
- 2013 HF18
- 2013 HO18
- 2013 HT18
- 2013 HF19
- 2013 HG19
- 2013 HH19
- 2013 HJ19
- 2013 HK19
- 2013 HL19
- 2013 HN19
- 2013 HS19
- 2013 HV19
- 2013 HC20
- 2013 HG20
- 2013 HG21
- 2013 HJ21
- 2013 HK21
- 2013 HS21
- 2013 HB22
- 2013 HC22
- 2013 HH22
- 2013 HK22
- 2013 HD23
- 2013 HU23
- 2013 HX24
- 2013 HY24
- 2013 HJ25
- 2013 HM25
- 2013 HP25
- 2013 HT25
- 2013 HV25
- 2013 HQ26
- 2013 HU26
- 2013 HV26
- 2013 HB27
- 2013 HQ27
- 2013 HD28
- 2013 HH28
- 2013 HQ28
- 2013 HA29
- 2013 HE29
- 2013 HF29
- 2013 HG29
- 2013 HH29
- 2013 HN29
- 2013 HO29
- 2013 HV29
- 2013 HW29
- 2013 HC30
- 2013 HD30
- 2013 HF30
- 2013 HG30
- 2013 HL30
- 2013 HQ30
- 2013 HR30
- 2013 HS30
- 2013 HU30
- 2013 HW30
- 2013 HZ30
- 2013 HD31
- 2013 HE31
- 2013 HH31
- 2013 HO31
- 2013 HP31
- 2013 HR31
- 2013 HV31
- 2013 HW31
- 2013 HY31
- 2013 HZ31
- 2013 HB32
- 2013 HC32
- 2013 HF32
- 2013 HH32
- 2013 HJ32
- 2013 HL32
- 2013 HQ32
- 2013 HR32
- 2013 HS32
- 2013 HU32
- 2013 HW32
- 2013 HY32
- 2013 HC33
- 2013 HE33
- 2013 HH33
- 2013 HK33
- 2013 HM33
- 2013 HP33
- 2013 HQ33
- 2013 HU33
- 2013 HV33
- 2013 HX33
- 2013 HA34
- 2013 HC34
- 2013 HE34
- 2013 HK34
- 2013 HR34
- 2013 HS34
- 2013 HT34
- 2013 HZ34
- 2013 HA35
- 2013 HB35
- 2013 HO35
- 2013 HP35
- 2013 HQ35
- 2013 HS35
- 2013 HU35
- 2013 HV35
- 2013 HW35
- 2013 HX35
- 2013 HY35
- 2013 HB36
- 2013 HC36
- 2013 HD36
- 2013 HK36
- 2013 HM36
- 2013 HN36
- 2013 HO36
- 2013 HP36
- 2013 HQ36
- 2013 HR36
- 2013 HS36
- 2013 HV36
- 2013 HW36
- 2013 HY36
- 2013 HA37
- 2013 HB37
- 2013 HC37
- 2013 HF37
- 2013 HG37
- 2013 HH37
- 2013 HJ37
- 2013 HK37
- 2013 HL37
- 2013 HM37
- 2013 HO37
- 2013 HR37
- 2013 HU37
- 2013 HW37
- 2013 HY37
- 2013 HB38
- 2013 HC38
- 2013 HD38
- 2013 HE38
- 2013 HF38
- 2013 HK38
- 2013 HL38
- 2013 HO38
- 2013 HQ38
- 2013 HR38
- 2013 HT38
- 2013 HY38
- 2013 HZ38
- 2013 HC39
- 2013 HE39
- 2013 HJ39
- 2013 HK39
- 2013 HN39
- 2013 HO39
- 2013 HQ39
- 2013 HT39
- 2013 HU39
- 2013 HV39
- 2013 HY39
- 2013 HZ39
- 2013 HD40
- 2013 HE40
- 2013 HF40
- 2013 HG40
- 2013 HM40
- 2013 HO40
- 2013 HP40
- 2013 HR40
- 2013 HX40
- 2013 HY40
- 2013 HZ40
- 2013 HA41
- 2013 HE41
- 2013 HG41
- 2013 HJ41
- 2013 HN41
- 2013 HO41
- 2013 HQ41
- 2013 HR41
- 2013 HY41
- 2013 HA42
- 2013 HC42
- 2013 HE42
- 2013 HF42
- 2013 HG42
- 2013 HJ42
- 2013 HK42
- 2013 HL42
- 2013 HN42
- 2013 HU42
- 2013 HY42
- 2013 HA43
- 2013 HC43
- 2013 HD43
- 2013 HE43
- 2013 HF43
- 2013 HJ43
- 2013 HM43
- 2013 HN43
- 2013 HS43
- 2013 HW43
- 2013 HA44
- 2013 HC44
- 2013 HG44
- 2013 HH44
- 2013 HK44
- 2013 HL44
- 2013 HN44
- 2013 HP44
- 2013 HQ44
- 2013 HT44
- 2013 HV44
- 2013 HX44
- 2013 HY44
- 2013 HZ44
- 2013 HL45
- 2013 HM45
- 2013 HQ45
- 2013 HT45
- 2013 HV45
- 2013 HW45
- 2013 HY45
- 2013 HF46
- 2013 HG46
- 2013 HL46
- 2013 HP46
- 2013 HS46
- 2013 HU46
- 2013 HW46
- 2013 HY46
- 2013 HZ46
- 2013 HA47
- 2013 HD47
- 2013 HH47
- 2013 HJ47
- 2013 HO47
- 2013 HQ47
- 2013 HR47
- 2013 HS47
- 2013 HU47
- 2013 HV47
- 2013 HZ47
- 2013 HG48
- 2013 HH48
- 2013 HK48
- 2013 HL48
- 2013 HM48
- 2013 HP48
- 2013 HS48
- 2013 HV48
- 2013 HA49
- 2013 HB49
- 2013 HF49
- 2013 HH49
- 2013 HJ49
- 2013 HK49
- 2013 HM49
- 2013 HN49
- 2013 HP49
- 2013 HR49
- 2013 HT49
- 2013 HU49
- 2013 HW49
- 2013 HZ49
- 2013 HD50
- 2013 HE50
- 2013 HF50
- 2013 HK50
- 2013 HN50
- 2013 HP50
- 2013 HQ50
- 2013 HR50
- 2013 HT50
- 2013 HW50
- 2013 HX50
- 2013 HZ50
- 2013 HB51
- 2013 HC51
- 2013 HF51
- 2013 HJ51
- 2013 HP51
- 2013 HT51
- 2013 HU51
- 2013 HW51
- 2013 HZ51
- 2013 HA52
- 2013 HB52
- 2013 HC52
- 2013 HE52
- 2013 HG52
- 2013 HM52
- 2013 HN52
- 2013 HO52
- 2013 HP52
- 2013 HY52
- 2013 HA53
- 2013 HB53
- 2013 HH53
- 2013 HN53
- 2013 HP53
- 2013 HV53
- 2013 HW53
- 2013 HX53
- 2013 HY53
- 2013 HA54
- 2013 HD54
- 2013 HE54
- 2013 HF54
- 2013 HG54
- 2013 HH54
- 2013 HK54
- 2013 HL54
- 2013 HR54
- 2013 HW54
- 2013 HZ54
- 2013 HE55
- 2013 HF55
- 2013 HM55
- 2013 HP55
- 2013 HU55
- 2013 HW55
- 2013 HX55
- 2013 HY55
- 2013 HZ55
- 2013 HB56
- 2013 HG56
- 2013 HJ56
- 2013 HM56
- 2013 HO56
- 2013 HQ56
- 2013 HR56
- 2013 HZ56
- 2013 HA57
- 2013 HD57
- 2013 HE57
- 2013 HG57
- 2013 HH57
- 2013 HJ57
- 2013 HN57
- 2013 HO57
- 2013 HP57
- 2013 HR57
- 2013 HS57
- 2013 HT57
- 2013 HV57
- 2013 HW57
- 2013 HZ57
- 2013 HA58
- 2013 HB58
- 2013 HC58
- 2013 HE58
- 2013 HF58
- 2013 HH58
- 2013 HK58
- 2013 HL58
- 2013 HN58
- 2013 HO58
- 2013 HS58
- 2013 HT58
- 2013 HY58
- 2013 HC59
- 2013 HD59
- 2013 HG59
- 2013 HH59
- 2013 HK59
- 2013 HL59
- 2013 HM59
- 2013 HS59
- 2013 HT59
- 2013 HZ59
- 2013 HA60
- 2013 HB60
- 2013 HJ60
- 2013 HK60
- 2013 HL60
- 2013 HM60
- 2013 HN60
- 2013 HO60
- 2013 HQ60
- 2013 HR60
- 2013 HT60
- 2013 HY60
- 2013 HZ60
- 2013 HA61
- 2013 HD61
- 2013 HE61
- 2013 HF61
- 2013 HG61
- 2013 HP61
- 2013 HV61
- 2013 HX61
- 2013 HY61
- 2013 HZ61
- 2013 HA62
- 2013 HB62
- 2013 HD62
- 2013 HE62
- 2013 HG62
- 2013 HJ62
- 2013 HK62
- 2013 HM62
- 2013 HS62
- 2013 HT62
- 2013 HU62
- 2013 HY62
- 2013 HA63
- 2013 HD63
- 2013 HH63
- 2013 HK63
- 2013 HL63
- 2013 HM63
- 2013 HN63
- 2013 HP63
- 2013 HQ63
- 2013 HR63
- 2013 HS63
- 2013 HU63
- 2013 HV63
- 2013 HX63
- 2013 HY63
- 2013 HB64
- 2013 HD64
- 2013 HG64
- 2013 HH64
- 2013 HJ64
- 2013 HL64
- 2013 HM64
- 2013 HN64
- 2013 HO64
- 2013 HP64
- 2013 HR64
- 2013 HS64
- 2013 HT64
- 2013 HU64
- 2013 HV64
- 2013 HW64
- 2013 HC65
- 2013 HD65
- 2013 HF65
- 2013 HG65
- 2013 HH65
- 2013 HJ65
- 2013 HK65
- 2013 HL65
- 2013 HM65
- 2013 HO65
- 2013 HT65
- 2013 HV65
- 2013 HW65
- 2013 HY65
- 2013 HA66
- 2013 HB66
- 2013 HC66
- 2013 HD66
- 2013 HE66
- 2013 HF66
- 2013 HG66
- 2013 HH66
- 2013 HM66
- 2013 HN66
- 2013 HO66
- 2013 HQ66
- 2013 HR66
- 2013 HT66
- 2013 HW66
- 2013 HY66
- 2013 HZ66
- 2013 HA67
- 2013 HC67
- 2013 HE67
- 2013 HF67
- 2013 HK67
- 2013 HM67
- 2013 HN67
- 2013 HO67
- 2013 HU67
- 2013 HE68
- 2013 HF68
- 2013 HH68
- 2013 HL68
- 2013 HM68
- 2013 HN68
- 2013 HR68
- 2013 HS68
- 2013 HY68
- 2013 HB69
- 2013 HD69
- 2013 HG69
- 2013 HJ69
- 2013 HK69
- 2013 HL69
- 2013 HM69
- 2013 HT69
- 2013 HX69
- 2013 HY69
- 2013 HB70
- 2013 HC70
- 2013 HH70
- 2013 HJ70
- 2013 HK70
- 2013 HP70
- 2013 HR70
- 2013 HS70
- 2013 HU70
- 2013 HV70
- 2013 HX70
- 2013 HZ70
- 2013 HA71
- 2013 HB71
- 2013 HC71
- 2013 HF71
- 2013 HK71
- 2013 HO71
- 2013 HQ71
- 2013 HT71
- 2013 HU71
- 2013 HX71
- 2013 HY71
- 2013 HZ71
- 2013 HC72
- 2013 HD72
- 2013 HE72
- 2013 HF72
- 2013 HG72
- 2013 HH72
- 2013 HK72
- 2013 HL72
- 2013 HM72
- 2013 HO72
- 2013 HV72
- 2013 HX72
- 2013 HZ72
- 2013 HC73
- 2013 HG73
- 2013 HH73
- 2013 HK73
- 2013 HN73
- 2013 HO73
- 2013 HP73
- 2013 HQ73
- 2013 HR73
- 2013 HS73
- 2013 HU73
- 2013 HX73
- 2013 HY73
- 2013 HZ73
- 2013 HA74
- 2013 HB74
- 2013 HD74
- 2013 HG74
- 2013 HJ74
- 2013 HK74
- 2013 HN74
- 2013 HS74
- 2013 HT74
- 2013 HU74
- 2013 HV74
- 2013 HX74
- 2013 HZ74
- 2013 HA75
- 2013 HB75
- 2013 HC75
- 2013 HD75
- 2013 HG75
- 2013 HH75
- 2013 HL75
- 2013 HM75
- 2013 HO75
- 2013 HQ75
- 2013 HS75
- 2013 HT75
- 2013 HW75
- 2013 HX75
- 2013 HY75
- 2013 HZ75
- 2013 HA76
- 2013 HC76
- 2013 HF76
- 2013 HH76
- 2013 HJ76
- 2013 HK76
- 2013 HM76
- 2013 HO76
- 2013 HQ76
- 2013 HS76
- 2013 HT76
- 2013 HX76
- 2013 HY76
- 2013 HZ76
- 2013 HG77
- 2013 HJ77
- 2013 HK77
- 2013 HL77
- 2013 HM77
- 2013 HN77
- 2013 HQ77
- 2013 HR77
- 2013 HT77
- 2013 HV77
- 2013 HW77
- 2013 HD78
- 2013 HF78
- 2013 HH78
- 2013 HJ78
- 2013 HN78
- 2013 HO78
- 2013 HP78
- 2013 HQ78
- 2013 HT78
- 2013 HU78
- 2013 HV78
- 2013 HW78
- 2013 HX78
- 2013 HY78
- 2013 HZ78
- 2013 HA79
- 2013 HB79
- 2013 HD79
- 2013 HJ79
- 2013 HK79
- 2013 HL79
- 2013 HP79
- 2013 HT79
- 2013 HU79
- 2013 HV79
- 2013 HX79
- 2013 HY79
- 2013 HZ79
- 2013 HA80
- 2013 HE80
- 2013 HG80
- 2013 HH80
- 2013 HJ80
- 2013 HK80
- 2013 HM80
- 2013 HO80
- 2013 HP80
- 2013 HR80
- 2013 HU80
- 2013 HW80
- 2013 HX80
- 2013 HE81
- 2013 HF81
- 2013 HG81
- 2013 HJ81
- 2013 HK81
- 2013 HM81
- 2013 HO81
- 2013 HS81
- 2013 HU81
- 2013 HV81
- 2013 HC82
- 2013 HG82
- 2013 HH82
- 2013 HJ82
- 2013 HM82
- 2013 HO82
- 2013 HQ82
- 2013 HS82
- 2013 HT82
- 2013 HU82
- 2013 HX82
- 2013 HY82
- 2013 HA83
- 2013 HB83
- 2013 HC83
- 2013 HD83
- 2013 HE83
- 2013 HH83
- 2013 HJ83
- 2013 HL83
- 2013 HQ83
- 2013 HR83
- 2013 HS83
- 2013 HT83
- 2013 HX83
- 2013 HA84
- 2013 HB84
- 2013 HC84
- 2013 HM84
- 2013 HO84
- 2013 HP84
- 2013 HR84
- 2013 HT84
- 2013 HA85
- 2013 HB85
- 2013 HD85
- 2013 HJ85
- 2013 HK85
- 2013 HL85
- 2013 HM85
- 2013 HP85
- 2013 HR85
- 2013 HS85
- 2013 HW85
- 2013 HY85
- 2013 HA86
- 2013 HB86
- 2013 HC86
- 2013 HD86
- 2013 HF86
- 2013 HH86
- 2013 HJ86
- 2013 HK86
- 2013 HL86
- 2013 HO86
- 2013 HQ86
- 2013 HR86
- 2013 HU86
- 2013 HV86
- 2013 HW86
- 2013 HX86
- 2013 HC87
- 2013 HK87
- 2013 HM87
- 2013 HN87
- 2013 HO87
- 2013 HP87
- 2013 HQ87
- 2013 HU87
- 2013 HV87
- 2013 HW87
- 2013 HX87
- 2013 HZ87
- 2013 HA88
- 2013 HC88
- 2013 HD88
- 2013 HG88
- 2013 HJ88
- 2013 HN88
- 2013 HQ88
- 2013 HR88
- 2013 HS88
- 2013 HT88
- 2013 HV88
- 2013 HX88
- 2013 HB89
- 2013 HC89
- 2013 HD89
- 2013 HE89
- 2013 HF89
- 2013 HG89
- 2013 HK89
- 2013 HP89
- 2013 HQ89
- 2013 HS89
- 2013 HT89
- 2013 HV89
- 2013 HZ89
- 2013 HA90
- 2013 HB90
- 2013 HC90
- 2013 HG90
- 2013 HJ90
- 2013 HK90
- 2013 HO90
- 2013 HP90
- 2013 HQ90
- 2013 HR90
- 2013 HT90
- 2013 HU90
- 2013 HV90
- 2013 HX90
- 2013 HY90
- 2013 HA91
- 2013 HB91
- 2013 HC91
- 2013 HE91
- 2013 HF91
- 2013 HG91
- 2013 HH91
- 2013 HJ91
- 2013 HM91
- 2013 HO91
- 2013 HP91
- 2013 HQ91
- 2013 HS91
- 2013 HT91
- 2013 HV91
- 2013 HW91
- 2013 HY91
- 2013 HZ91
- 2013 HA92
- 2013 HB92
- 2013 HC92
- 2013 HD92
- 2013 HJ92
- 2013 HL92
- 2013 HQ92
- 2013 HR92
- 2013 HS92
- 2013 HT92
- 2013 HU92
- 2013 HV92
- 2013 HW92
- 2013 HB93
- 2013 HG93
- 2013 HH93
- 2013 HJ93
- 2013 HK93
- 2013 HM93
- 2013 HN93
- 2013 HQ93
- 2013 HR93
- 2013 HS93
- 2013 HT93
- 2013 HZ93
- 2013 HC94
- 2013 HE94
- 2013 HF94
- 2013 HH94
- 2013 HK94
- 2013 HL94
- 2013 HM94
- 2013 HN94
- 2013 HO94
- 2013 HP94
- 2013 HQ94
- 2013 HS94
- 2013 HV94
- 2013 HY94
- 2013 HB95
- 2013 HC95
- 2013 HH95
- 2013 HL95
- 2013 HN95
- 2013 HP95
- 2013 HQ95
- 2013 HS95
- 2013 HU95
- 2013 HX95
- 2013 HY95
- 2013 HA96
- 2013 HC96
- 2013 HE96
- 2013 HG96
- 2013 HH96
- 2013 HJ96
- 2013 HK96
- 2013 HL96
- 2013 HM96
- 2013 HN96
- 2013 HO96
- 2013 HQ96
- 2013 HR96
- 2013 HT96
- 2013 HU96
- 2013 HV96
- 2013 HW96
- 2013 HX96
- 2013 HY96
- 2013 HA97
- 2013 HB97
- 2013 HC97
- 2013 HE97
- 2013 HG97
- 2013 HH97
- 2013 HK97
- 2013 HM97
- 2013 HN97
- 2013 HQ97
- 2013 HR97
- 2013 HT97
- 2013 HV97
- 2013 HW97
- 2013 HC98
- 2013 HD98
- 2013 HG98
- 2013 HK98
- 2013 HL98
- 2013 HM98
- 2013 HO98
- 2013 HP98
- 2013 HQ98
- 2013 HT98
- 2013 HV98
- 2013 HX98
- 2013 HY98
- 2013 HZ98
- 2013 HA99
- 2013 HD99
- 2013 HJ99
- 2013 HK99
- 2013 HL99
- 2013 HN99
- 2013 HO99
- 2013 HP99
- 2013 HQ99
- 2013 HT99
- 2013 HU99
- 2013 HW99
- 2013 HB100
- 2013 HD100
- 2013 HF100
- 2013 HG100
- 2013 HH100
- 2013 HK100
- 2013 HM100
- 2013 HN100
- 2013 HP100
- 2013 HR100
- 2013 HS100
- 2013 HU100
- 2013 HY100
- 2013 HA101
- 2013 HC101
- 2013 HD101
- 2013 HH101
- 2013 HJ101
- 2013 HN101
- 2013 HO101
- 2013 HP101
- 2013 HQ101
- 2013 HS101
- 2013 HU101
- 2013 HV101
- 2013 HW101
- 2013 HX101
- 2013 HA102
- 2013 HG102
- 2013 HH102
- 2013 HJ102
- 2013 HL102
- 2013 HN102
- 2013 HP102
- 2013 HQ102
- 2013 HR102
- 2013 HS102
- 2013 HU102
- 2013 HV102
- 2013 HX102
- 2013 HY102
- 2013 HZ102
- 2013 HA103
- 2013 HB103
- 2013 HD103
- 2013 HH103
- 2013 HM103
- 2013 HP103
- 2013 HQ103
- 2013 HT103
- 2013 HU103
- 2013 HX103
- 2013 HY103
- 2013 HA104
- 2013 HB104
- 2013 HC104
- 2013 HG104
- 2013 HH104
- 2013 HL104
- 2013 HR104
- 2013 HS104
- 2013 HT104
- 2013 HX104
- 2013 HY104
- 2013 HC105
- 2013 HD105
- 2013 HE105
- 2013 HH105
- 2013 HK105
- 2013 HL105
- 2013 HP105
- 2013 HQ105
- 2013 HR105
- 2013 HT105
- 2013 HV105
- 2013 HW105
- 2013 HX105
- 2013 HZ105
- 2013 HA106
- 2013 HB106
- 2013 HC106
- 2013 HD106
- 2013 HE106
- 2013 HF106
- 2013 HG106
- 2013 HL106
- 2013 HN106
- 2013 HS106
- 2013 HT106
- 2013 HV106
- 2013 HW106
- 2013 HX106
- 2013 HA107
- 2013 HC107
- 2013 HE107
- 2013 HF107
- 2013 HJ107
- 2013 HK107
- 2013 HO107
- 2013 HP107
- 2013 HQ107
- 2013 HT107
- 2013 HU107
- 2013 HV107
- 2013 HW107
- 2013 HZ107
- 2013 HA108
- 2013 HB108
- 2013 HC108
- 2013 HD108
- 2013 HE108
- 2013 HF108
- 2013 HG108
- 2013 HH108
- 2013 HK108
- 2013 HL108
- 2013 HO108
- 2013 HQ108
- 2013 HS108
- 2013 HT108
- 2013 HW108
- 2013 HY108
- 2013 HB109
- 2013 HE109
- 2013 HF109
- 2013 HG109
- 2013 HN109
- 2013 HQ109
- 2013 HR109
- 2013 HT109
- 2013 HU109
- 2013 HY109
- 2013 HZ109
- 2013 HB110
- 2013 HC110
- 2013 HD110
- 2013 HE110
- 2013 HF110
- 2013 HJ110
- 2013 HK110
- 2013 HM110
- 2013 HO110
- 2013 HP110
- 2013 HR110
- 2013 HT110
- 2013 HU110
- 2013 HV110
- 2013 HD111
- 2013 HF111
- 2013 HJ111
- 2013 HK111
- 2013 HL111
- 2013 HN111
- 2013 HO111
- 2013 HR111
- 2013 HS111
- 2013 HT111
- 2013 HZ111
- 2013 HB112
- 2013 HC112
- 2013 HG112
- 2013 HH112
- 2013 HJ112
- 2013 HK112
- 2013 HM112
- 2013 HP112
- 2013 HQ112
- 2013 HR112
- 2013 HS112
- 2013 HU112
- 2013 HV112
- 2013 HY112
- 2013 HA113
- 2013 HC113
- 2013 HD113
- 2013 HF113
- 2013 HH113
- 2013 HJ113
- 2013 HK113
- 2013 HM113
- 2013 HN113
- 2013 HO113
- 2013 HP113
- 2013 HQ113
- 2013 HU113
- 2013 HZ113
- 2013 HA114
- 2013 HB114
- 2013 HC114
- 2013 HD114
- 2013 HE114
- 2013 HF114
- 2013 HG114
- 2013 HH114
- 2013 HK114
- 2013 HN114
- 2013 HO114
- 2013 HQ114
- 2013 HR114
- 2013 HT114
- 2013 HV114
- 2013 HW114
- 2013 HX114
- 2013 HD115
- 2013 HG115
- 2013 HL115
- 2013 HM115
- 2013 HO115
- 2013 HQ115
- 2013 HR115
- 2013 HS115
- 2013 HT115
- 2013 HZ115
- 2013 HD116
- 2013 HF116
- 2013 HH116
- 2013 HO116
- 2013 HP116
- 2013 HQ116
- 2013 HT116
- 2013 HU116
- 2013 HV116
- 2013 HX116
- 2013 HB117
- 2013 HC117
- 2013 HF117
- 2013 HK117
- 2013 HN117
- 2013 HO117
- 2013 HR117
- 2013 HT117
- 2013 HU117
- 2013 HV117
- 2013 HW117
- 2013 HX117
- 2013 HA118
- 2013 HD118
- 2013 HF118
- 2013 HG118
- 2013 HJ118
- 2013 HP118
- 2013 HR118
- 2013 HT118
- 2013 HU118
- 2013 HV118
- 2013 HW118
- 2013 HY118
- 2013 HZ118
- 2013 HA119
- 2013 HC119
- 2013 HD119
- 2013 HE119
- 2013 HF119
- 2013 HG119
- 2013 HJ119
- 2013 HN119
- 2013 HO119
- 2013 HP119
- 2013 HQ119
- 2013 HR119
- 2013 HW119
- 2013 HZ119
- 2013 HA120
- 2013 HE120
- 2013 HG120
- 2013 HH120
- 2013 HL120
- 2013 HO120
- 2013 HP120
- 2013 HS120
- 2013 HW120
- 2013 HZ120
- 2013 HC121
- 2013 HD121
- 2013 HG121
- 2013 HH121
- 2013 HJ121
- 2013 HK121
- 2013 HL121
- 2013 HM121
- 2013 HN121
- 2013 HQ121
- 2013 HS121
- 2013 HT121
- 2013 HU121
- 2013 HV121
- 2013 HW121
- 2013 HE122
- 2013 HF122
- 2013 HH122
- 2013 HJ122
- 2013 HL122
- 2013 HO122
- 2013 HP122
- 2013 HR122
- 2013 HT122
- 2013 HU122
- 2013 HV122
- 2013 HW122
- 2013 HX122
- 2013 HB123
- 2013 HC123
- 2013 HE123
- 2013 HF123
- 2013 HG123
- 2013 HH123
- 2013 HK123
- 2013 HL123
- 2013 HM123
- 2013 HO123
- 2013 HP123
- 2013 HU123
- 2013 HW123
- 2013 HF124
- 2013 HG124
- 2013 HH124
- 2013 HJ124
- 2013 HK124
- 2013 HO124
- 2013 HQ124
- 2013 HV124
- 2013 HW124
- 2013 HY124
- 2013 HA125
- 2013 HC125
- 2013 HD125
- 2013 HF125
- 2013 HJ125
- 2013 HK125
- 2013 HN125
- 2013 HO125
- 2013 HS125
- 2013 HT125
- 2013 HU125
- 2013 HZ125
- 2013 HA126
- 2013 HC126
- 2013 HD126
- 2013 HF126
- 2013 HJ126
- 2013 HL126
- 2013 HM126
- 2013 HO126
- 2013 HP126
- 2013 HS126
- 2013 HT126
- 2013 HY126
- 2013 HA127
- 2013 HB127
- 2013 HE127
- 2013 HF127
- 2013 HL127
- 2013 HO127
- 2013 HP127
- 2013 HQ127
- 2013 HR127
- 2013 HS127
- 2013 HT127
- 2013 HU127
- 2013 HV127
- 2013 HY127
- 2013 HA128
- 2013 HC128
- 2013 HF128
- 2013 HH128
- 2013 HK128
- 2013 HN128
- 2013 HQ128
- 2013 HU128
- 2013 HY128
- 2013 HA129
- 2013 HB129
- 2013 HC129
- 2013 HE129
- 2013 HF129
- 2013 HK129
- 2013 HL129
- 2013 HM129
- 2013 HO129
- 2013 HQ129
- 2013 HR129
- 2013 HU129
- 2013 HV129
- 2013 HZ129
- 2013 HB130
- 2013 HD130
- 2013 HE130
- 2013 HF130
- 2013 HJ130
- 2013 HK130
- 2013 HM130
- 2013 HN130
- 2013 HO130
- 2013 HP130
- 2013 HQ130
- 2013 HR130
- 2013 HS130
- 2013 HT130
- 2013 HV130
- 2013 HW130
- 2013 HX130
- 2013 HC131
- 2013 HD131
- 2013 HE131
- 2013 HF131
- 2013 HG131
- 2013 HK131
- 2013 HM131
- 2013 HO131
- 2013 HQ131
- 2013 HR131
- 2013 HS131
- 2013 HU131
- 2013 HV131
- 2013 HW131
- 2013 HA132
- 2013 HG132
- 2013 HM132
- 2013 HO132
- 2013 HP132
- 2013 HR132
- 2013 HS132
- 2013 HT132
- 2013 HU132
- 2013 HX132
- 2013 HZ132
- 2013 HA133
- 2013 HC133
- 2013 HD133
- 2013 HE133
- 2013 HJ133
- 2013 HN133
- 2013 HO133
- 2013 HR133
- 2013 HS133
- 2013 HT133
- 2013 HU133
- 2013 HW133
- 2013 HX133
- 2013 HZ133
- 2013 HB134
- 2013 HD134
- 2013 HF134
- 2013 HJ134
- 2013 HM134
- 2013 HN134
- 2013 HO134
- 2013 HR134
- 2013 HS134
- 2013 HT134
- 2013 HU134
- 2013 HW134
- 2013 HA135
- 2013 HD135
- 2013 HE135
- 2013 HF135
- 2013 HG135
- 2013 HH135
- 2013 HJ135
- 2013 HO135
- 2013 HR135
- 2013 HS135
- 2013 HU135
- 2013 HV135
- 2013 HX135
- 2013 HZ135
- 2013 HA136
- 2013 HD136
- 2013 HE136
- 2013 HF136
- 2013 HG136
- 2013 HH136
- 2013 HJ136
- 2013 HM136
- 2013 HN136
- 2013 HO136
- 2013 HP136
- 2013 HR136
- 2013 HU136
- 2013 HV136
- 2013 HA137
- 2013 HB137
- 2013 HE137
- 2013 HF137
- 2013 HG137
- 2013 HH137
- 2013 HJ137
- 2013 HL137
- 2013 HM137
- 2013 HN137
- 2013 HO137
- 2013 HQ137
- 2013 HS137
- 2013 HV137
- 2013 HA138
- 2013 HC138
- 2013 HE138
- 2013 HG138
- 2013 HH138
- 2013 HJ138
- 2013 HL138
- 2013 HN138
- 2013 HO138
- 2013 HP138
- 2013 HQ138
- 2013 HR138
- 2013 HS138
- 2013 HT138
- 2013 HU138
- 2013 HX138
- 2013 HZ138
- 2013 HB139
- 2013 HC139
- 2013 HD139
- 2013 HF139
- 2013 HG139
- 2013 HH139
- 2013 HJ139
- 2013 HK139
- 2013 HL139
- 2013 HM139
- 2013 HO139
- 2013 HQ139
- 2013 HT139
- 2013 HV139
- 2013 HX139
- 2013 HY139
- 2013 HB140
- 2013 HE140
- 2013 HG140
- 2013 HJ140
- 2013 HM140
- 2013 HN140
- 2013 HO140
- 2013 HQ140
- 2013 HR140
- 2013 HT140
- 2013 HU140
- 2013 HX140
- 2013 HY140
- 2013 HA141
- 2013 HB141
- 2013 HC141
- 2013 HD141
- 2013 HE141
- 2013 HF141
- 2013 HH141
- 2013 HJ141
- 2013 HL141
- 2013 HM141
- 2013 HN141
- 2013 HQ141
- 2013 HU141
- 2013 HV141
- 2013 HW141
- 2013 HX141
- 2013 HZ141
- 2013 HB142
- 2013 HC142
- 2013 HJ142
- 2013 HL142
- 2013 HM142
- 2013 HO142
- 2013 HP142
- 2013 HQ142
- 2013 HR142
- 2013 HX142
- 2013 HA143
- 2013 HB143
- 2013 HC143
- 2013 HD143
- 2013 HE143
- 2013 HF143
- 2013 HG143
- 2013 HL143
- 2013 HN143
- 2013 HO143
- 2013 HR143
- 2013 HU143
- 2013 HW143
- 2013 HX143
- 2013 HY143
- 2013 HG144
- 2013 HK144
- 2013 HN144
- 2013 HR144
- 2013 HT144
- 2013 HV144
- 2013 HW144
- 2013 HX144
- 2013 HA145
- 2013 HB145
- 2013 HD145
- 2013 HF145
- 2013 HG145
- 2013 HJ145
- 2013 HP145
- 2013 HS145
- 2013 HV145
- 2013 HZ145
- 2013 HC146
- 2013 HE146
- 2013 HK146
- 2013 HL146
- 2013 HN146
- 2013 HP146
- 2013 HT146
- 2013 HW146
- 2013 HX146
- 2013 HY146
- 2013 HB147
- 2013 HC147
- 2013 HE147
- 2013 HL147
- 2013 HM147
- 2013 HN147
- 2013 HO147
- 2013 HS147
- 2013 HU147
- 2013 HV147
- 2013 HY147
- 2013 HA148
- 2013 HB148
- 2013 HD148
- 2013 HE148
- 2013 HG148
- 2013 HJ148
- 2013 HO148
- 2013 HP148
- 2013 HQ148
- 2013 HU148
- 2013 HV148
- 2013 HZ148
- 2013 HA149
- 2013 HC149
- 2013 HD149
- 2013 HE149
- 2013 HF149
- 2013 HG149
- 2013 HH149
- 2013 HJ149
- 2013 HO149
- 2013 HP149
- 2013 HQ149
- 2013 HR149
- 2013 HS149
- 2013 HT149
- 2013 HU149
- 2013 HV149
- 2013 HX149
- 2013 HZ149
- 2013 HA150
- 2013 HD150
- 2013 HE150
- 2013 HF150
- 2013 HG150
- 2013 HJ150
- 2013 HN150
- 2013 HP150
- 2013 HS150
- 2013 HT150
- 2013 HU150
- 2013 HF151
- 2013 HR151
- 2013 HU151
- 2013 HH152
- 2013 HM152
- 2013 HQ152
- 2013 HC153
- 2013 HD153
- 2013 HP153
- 2013 HQ153
- 2013 HR153
- 2013 HA155
- 2013 HC155
- 2013 HH155
- 2013 HK155
- 2013 HY155
- 2013 HA156
- 2013 HR156
- 2013 HS156
- 2013 HW156
- 2013 HA157
- 2013 HB157
- 2013 HH157
- 2013 HM157
- 2013 HS157
- 2013 HU157
- 2013 HA158
- 2013 HN158
- 2013 HZ158
- 2013 HB159
- 2013 HD159
- 2013 HE159
- 2013 HF159
- 2013 HG159
- 2013 HJ159
- 2013 HL159
- 2013 HM159
- 2013 HN159
- 2013 HO159
- 2013 HP159
- 2013 HQ159
- 2013 HR159
- 2013 HS159
- 2013 HT159
- 2013 HU159
- 2013 HW159
- 2013 HX159
- 2013 HY159
- 2013 HA160
- 2013 HG160
- 2013 HK160
- 2013 HM160
- 2013 HN160
- 2013 HO160
- 2013 HR160
- 2013 HT160
- 2013 HU160
- 2013 HX160
- 2013 HY160
- 2013 HZ160
- 2013 HA161
- 2013 HB161
- 2013 HC161
- 2013 HD161
- 2013 HE161
- 2013 HF161
- 2013 HG161
- 2013 HH161
- 2013 HL161
- 2013 HM161
- 2013 HN161
- 2013 HQ161
- 2013 HS161
- 2013 HT161
- 2013 HZ161
- 2013 HB162
- 2013 HC162
- 2013 HD162
- 2013 HG162
- 2013 HH162
- 2013 HJ162
- 2013 HK162
- 2013 HM162
- 2013 HN162
- 2013 HP162
- 2013 HQ162
- 2013 HS162
- 2013 HU162
- 2013 HE163
- 2013 HG163
- 2013 HL163
- 2013 HM163
- 2013 HP163
- 2013 HQ163
- 2013 HT163
- 2013 HZ163
- 2013 HA164
- 2013 HC164
- 2013 HD164
- 2013 HE164
- 2013 HF164
- 2013 HH164
- 2013 HJ164
- 2013 HK164
- 2013 HL164
- 2013 HN164
- 2013 HP164
- 2013 HQ164
- 2013 HR164
- 2013 HT164
- 2013 HV164
- 2013 HW164
- 2013 HX164
- 2013 HY164
- 2013 HZ164
- 2013 HA165
- 2013 HC165
- 2013 HF165
- 2013 HJ165
- 2013 HK165
- 2013 HL165
- 2013 HM165
- 2013 HN165
- 2013 HP165
- 2013 HR165
- 2013 HS165
- 2013 HT165
- 2013 HV165
- 2013 HW165
- 2013 HZ165
- 2013 HA166
- 2013 HB166
- 2013 HC166
- 2013 HD166
- 2013 HE166
- 2013 HF166
- 2013 HG166
- 2013 HH166
- 2013 HJ166
- 2013 HK166
- 2013 HL166
- 2013 HM166
- 2013 HO166
- 2013 HP166
- 2013 HQ166
- 2013 HR166
- 2013 HS166
- 2013 HT166
- 2013 HU166
- 2013 HV166
- 2013 HW166
- 2013 HX166
- 2013 HY166
- 2013 HZ166
- 2013 HA167
- 2013 HB167
- 2013 HC167
- 2013 HD167
- 2013 HE167
- 2013 HF167
- 2013 HG167
- 2013 HH167
- 2013 HJ167
- 2013 HK167